# Stocznia Gdańska B-481
Der  Schiffstyp Stocznia Gdanska B-481 wurde ab 1974 in zehn Einheiten von der Danziger Werft (Stocznia Gdańska) gebaut.

## Einzelheiten
Die Schiffe waren als RoRo-Schiff mit achterem Deckshaus und Eisklasse ausgelegt. Sie verfügten über eine achtern angeordnete RoRo-Rampe, aber über kein Ladegeschirr. Der Entwurf entstand im Auftrag der UdSSR für Liniendienste in der Ostsee und dem Schwarzen Meer.
Der Antrieb der Schiffe bestand aus zwei in Lizenz gefertigten Viertakt-Dieselmotoren in V-Anordnung des Typs Zgoda-Sulzer 16ZV 40/48. Die An- und Ablegemanöver wurden durch Bugstrahlruder unterstützt.

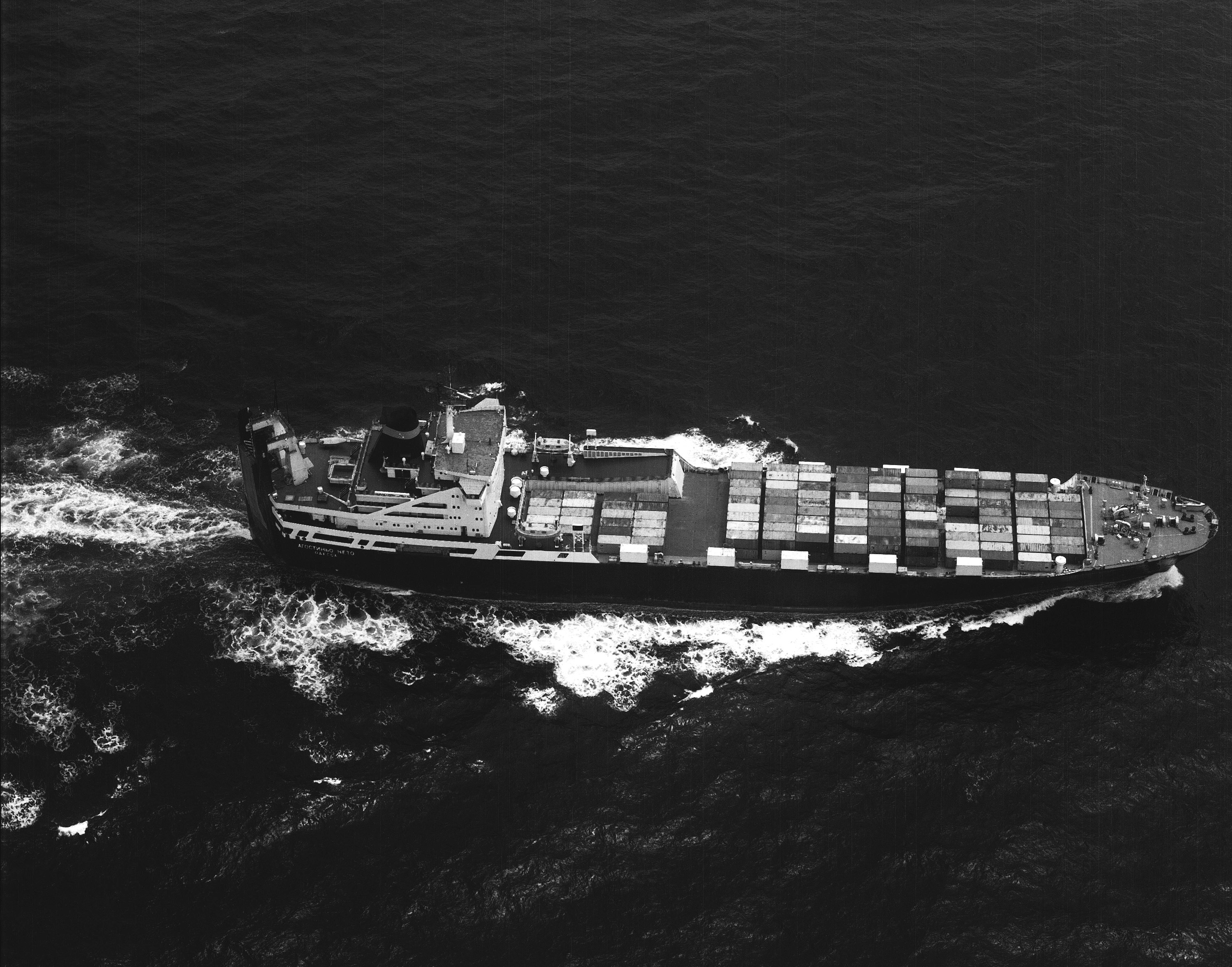
Luftaufnahme der Agostinho Neto

## Die Schiffe
| Stocznia Gdańska B-481             | Stocznia Gdańska B-481 | Stocznia Gdańska B-481 | Stocznia Gdańska B-481                          | Stocznia Gdańska B-481                    | Stocznia Gdańska B-481 |
| Bauname                            | Bau- nummer            | IMO- Nummer            | Kiellegung Stapellauf Ablieferung               | Auftraggeber                              | Umbenennungen und Verbleib |
| ---------------------------------- | ---------------------- | ---------------------- | ----------------------------------------------- | ----------------------------------------- | --- |
| Skulptor Konenkov                  | B481/01                | 7383865                | Oktober 1974 28. März 1975 31. Dezember 1975    | Baltic Shipping Company, Leningrad        | 1995 Maritime Rose, 1995 Kidira, 1997 NDS Promoter, 1999 Kidira, ab 14. November 2000 in Alang verschrottet                                                                  |
| Skulptor Vuchetich                 | B481/02                | 7383853                | April 1975 15. August 1975 31. März 1976        | Baltic Shipping Company, Leningrad        | 1996 Utari, 1998 Carlina, ab 22. Januar 2000 in Alang verschrottet |
| Skulptor Golubkina                 | B481/03                | 7500839                | Dezember 1976 30. Juni 1977 31. Dezember 1977   | Baltic Shipping Company, Leningrad        | 1996 Altair 1, 1997 NDS Prosperity, 1999 Humber Bridge, 2001 Hereford, ab 2. Oktober 2003 verschrottet                                                                       |
| Skulptor Zalkalns                  | B481/04                | 7500841                | 10. April 1977 September 1978 30. November 1978 | Baltic Shipping Company, Leningrad        | 1995 Atlantic Hope, 1997 NDS Progress, 2007 Datca, 2009 Dora, 2010 Winner I, ab 28. August 2010 in Mumbai verschrottet                                                       |
| Nikolay Cherkasov                  | B481/05                | 7637814                | 15. Januar 1979 31. Mai 1979 1. Oktober 1979    | Black Sea Shipping Company (BLASCO), Kiew | 1996 Global Wind, 1998 NDS Provider, 2007 Bodrum, 2009 Nora, 2010 Winner II, ab 24. Juni 2010 in Alang verschrottet                                                          |
| Boris Limanov                      | B481/06                | 7637826                | 25. April 1979 31. August 1979 31. März 1980    | Black Sea Shipping Company (BLASCO), Kiew | In Fahrt gesetzt als Agostinho Neto, 1996 Global Spirit, 1997 Gloucestershire, 1998 Genova Bridge, ab 8. November 2003 in Alang verschrottet                                 |
| Pyotr Masherov                     | B481/07                | 8030893                | Januar 1981 Juni 1981 30. November 1981         | Baltic Shipping Company, Leningrad        | 1995 Euroshipping One, 1996 Pyotr Masherov, 1996 Euroshipping One, 1996 Alice, 1998 Lince, ab 25. August 2003 in Alang verschrottet                                          |
| Georgiy Pyasetskiy                 | B481/08                | 8107282                | 1. Juli 1981 25. Juni 1982 30. September 1982   | Baltic Shipping Company, Leningrad        | 1995 Atlantic Herald, 1997 NDS Prominence, 2003 Atlantic Herald, 2003 NDS Prominence, 2008 Niledutch Prominence, 2009 Prominence, ab 18. Januar 2003 in Alang verschrottet   |
| Yuriy Maksaryov                    | B481/09                | 8500666                | - 3. September 1985                             | Black Sea Shipping Company (BLASCO), Kiew | 1996 Hudson, 1997 Silkeborg, 1998 NDS Prodigy, 2009 Niledutch Prodigy, 2009 Prodigy, ab 29. Januar 2010 in Alang verschrottet                                                |
| Akademik Gorbunov                  | B481/10                | 8500678                | 7. Mai 1985 28. März 1986 26. September 1986    | Baltic Shipping Company, Leningrad        | 1996 Jolly Giallo, 2004 Scan Carrier, 2006 Carmania Express, 2007 Kjell Sverre, 2007 Carmania Express, ab 19. Februar 2011 durch Rajendra Shipbreakers in Alang verschrottet |
| Daten: Equasis, Miramar Ship Index |                        |                        |                                                 |                                           | |